# Norris Brothers Entertainment
Norris Brothers Entertainment è una società di produzione audiovisiva fondata nel 1998 da Chuck Norris e Aaron Norris, intitolata in memoria del loro fratello Weiland, morto nel 1970. Essa è specializzata nella produzione di fiction e serie televisive interpretate da Chuck Norris. Nella realizzazione di Walker Texas Ranger hanno collaborato anche la CBS e The Ruddy Greif Company.

## Produzioni
- Walker Texas Ranger, regia di Aaron Norris (1998-2001)
- La vendetta di Logan, regia di Michael Preece (1998)
- Sons of Thunder, regia di Aaron Norris (1999)
- The President's Man, regia di Michael Preece (2000)
- The President's Man - Attacco al centro del potere, regia di Eric Norris (2002)
- Walker Texas Ranger - Processo infuocato, regia di Aaron Norris (2005)

| Controllo di autorità | VIAF (EN) 127634653 · LCCN (EN) n2012053335 |